# Brunoniella neocaledonica
Brunoniella neocaledonica är en akantusväxtart som först beskrevs av Hermann Heino Heine, och fick sitt nu gällande namn av E. C. Moylan. Brunoniella neocaledonica ingår i släktet Brunoniella och familjen akantusväxter. Inga underarter finns listade i Catalogue of Life.